# Liste des CLSC du Québec

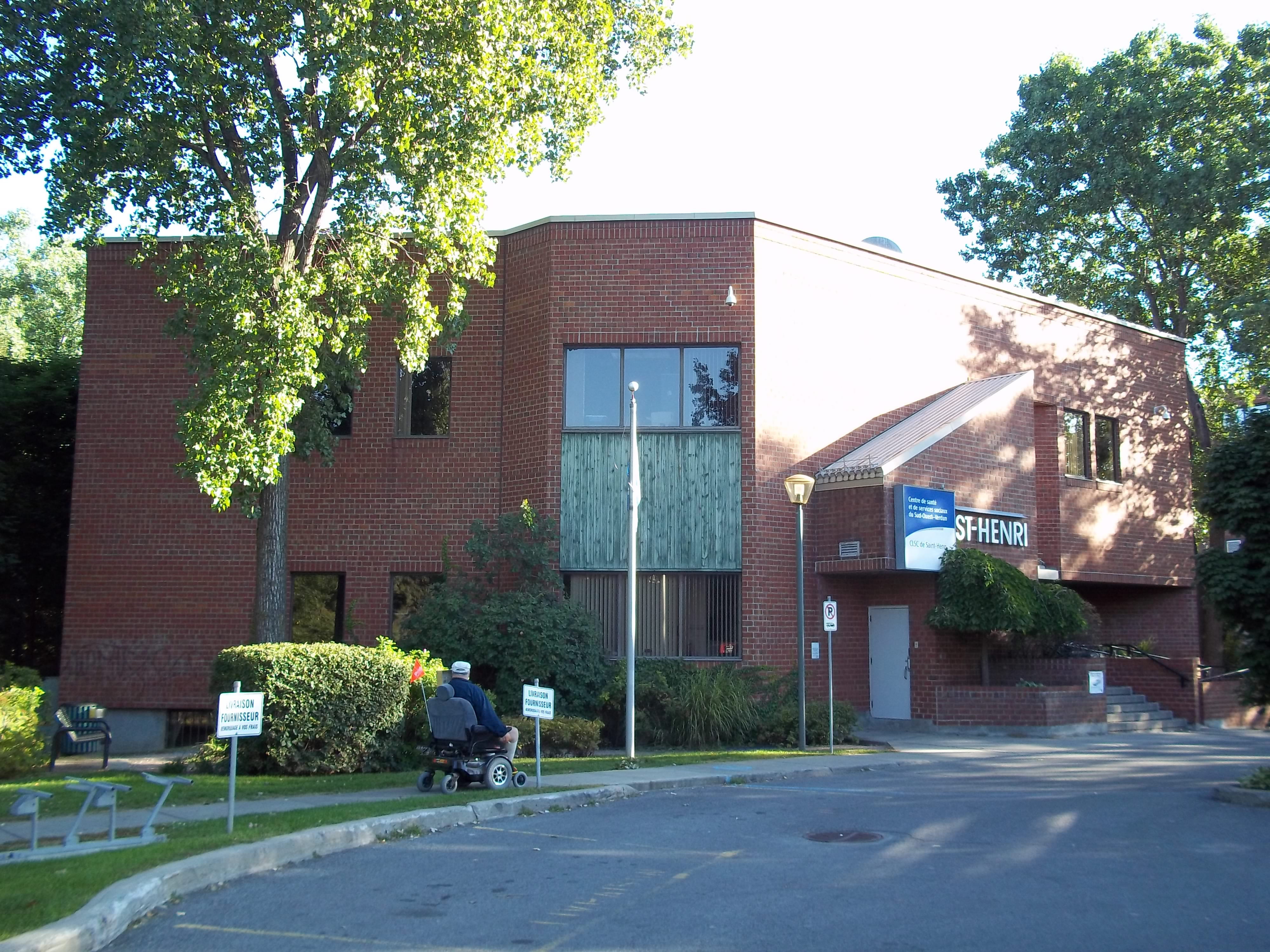
CLSC de Saint-Henri

Voici une liste des CLSC de la province de Québec, au Canada.
Il faut distinguer les territoires CLSC des installations CLSC.

## Abitibi-Témiscamingue
- Centre de santé de Témiscaming, Témiscaming
- Centre de santé Sainte-Famille, Ville-Marie
- Centre de santé Vallée-de-l'Or, Val d'Or
- CLSC-CHSLD les Eskers, Amos
- « CLSC Le Partage des eaux »(Archive.org • Wikiwix • Archive.is • Google • Que faire ?), Rouyn-Noranda

## Bas-Saint-Laurent
- CLSC Rivières et Marées, Rivière-du-Loup
- Centre mitissien de santé et de services communautaies, Mont-Joli
- CLSC-CHSLD Rimouski-Neigette, Rimouski
- Réseau de santé du Témiscouata, Notre-Dame-du-Lac
- Réseau de santé et de services sociaux des Basques, Trois-Pistoles
- Réseau santé Kamouraska, Saint-Pascal

## Capitale-Nationale
- Centre de santé Orléans, Beaupré
- CLSC de Baie-Saint-Paul, Baie-Saint-Paul
- CLSC de Baie-Sainte-Catherine, Baie-Sainte-Catherine
- CLSC de La Malbaie, La Malbaie
- CLSC de l'Isle-aux-Coudres, Isle-aux-Coudres
- CLSC de Saint-Siméon, Saint-Siméon
- CLSC Val-Bélair - Région de la Jacques Cartier, Val-Bélair

### Ville de Québec et ses environs
- CLSC de la Basse-Ville, Québec
- CLSC de Cap-Rouge–Saint-Augustin, Québec
- CLSC des Rivières, Québec
- CLSC de la Haute-Ville, Québec
- CLSC de L’Ancienne-Lorette, Québec
- CLSC Limoilou, Québec
- CLSC de Sainte-Foy–Sillery, Québec

CLSC La Source Nord, Québec 
CLSC La Source Sud, Québec

## Côte-Nord
- Centre de santé de l'Hématite, Fermont
- Centre de santé de la Basse Côte-Nord, Blanc-Sablon
- Centre de santé de la Minganie, Havre Saint-Pierre
- Centre de santé des Nord-Côtiers, Les Escoumins
- CLSC-Centre de santé des Sept Rivières, Sept-Îles
- CLSC-Centre de santé de la Manicouagan, Baie-Comeau (Endroit privé sans possibilité d'accès pour les clients externes à la suite d'une décision de l'administration locale)

## Chaudière-Appalaches
- CLSC de Beaucevlle, Beauceville

- CLSC de St-Georges, Saint-Georges

- CLSC de Laurier-Station, Laurier-Station

## Estrie

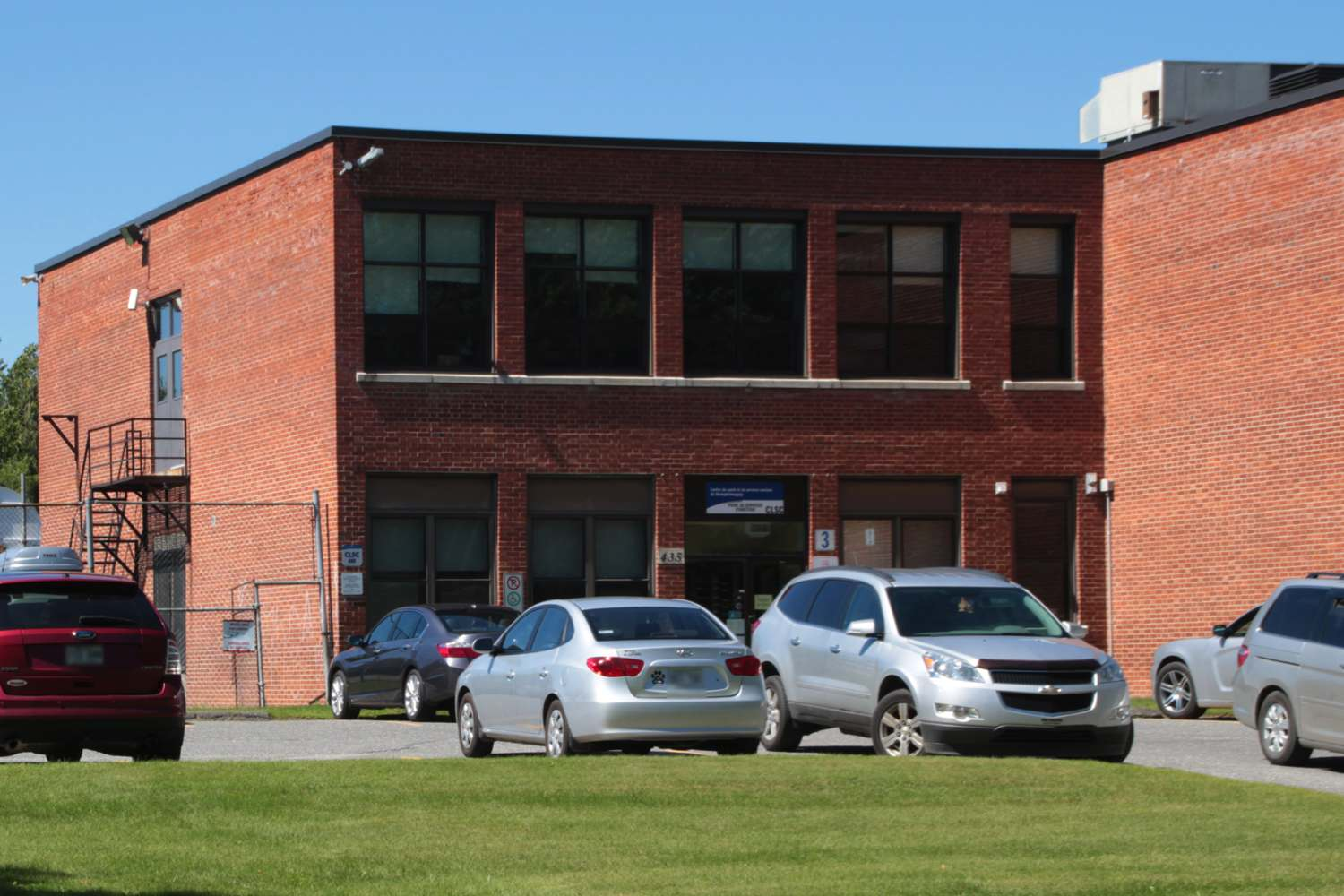
CLSC de Stanstead

- Carrefour de la SSS - CLSC et CHSLD de la MRC Coaticook
- Carrefour de la SSS du Val Saint-François
- Carrefour santé du Granit
- CLSC - Centre hospitalier et d'hébergement de Memphrémagog
- CLSC-CHSLD du Haut Saint-François
- CLSC de la Région-Sherbrookoise
- Les CLSC, CH et CHSLD de la MRC d'Asbestos

## Gaspésie-Îles-de-la-Madeleine
- CLSC de la MRC Denis-Riverin
- CLSC des Îles-CH de l'Archipel
- CLSC et CHSLD Pabok
- CLSC Malauze
- CLSC Mer et Montagnes
- CLSC-CHSLD Baie-des-Chaleurs

## Lanaudière
- Carrefour de la SSS de Matawinie (CLSC-CHSLD)
- CLSC-CHSLD d'Autray
- CLSC-CHSLD Meilleur
- CLSC-CHSLD Montcalm
- CLSC de Joliette
- CLSC Lamater

## Laurentides
- CLSC-CHSLD des Pays-d'en-Haut
- CLSC-CHSLD des Trois-Vallées
- CLSC de Saint-Jérôme
- CLSC d'Argenteuil
- CLSC des Hautes-Laurentides
- CLSC Jean-Olivier-Chénier

## Laval
- CLSC-CHSLD du Marigot
- CLSC-CHSLD du Ruisseau-Papineau
- CLSC-CHSLD Sainte-Rose de Laval
- CLSC des Mille-Îles-CHSLD Laval

## Mauricie
- Carrefour de SSS de la Saint-Maurice
- CLSC du Centre-de-la-Mauricie
- CLSC Les Forges
- CLSC Vallée de la Batiscan (Mékinac et Des Chenaux)

## Centre-du-Québec
- CLSC Suzor-Coté (Victoriaville)
- CLSC-CHSLD Les blés d'or (Fortierville)
- CLSC Drummond
- CLSC de l'Érable

## Montérégie
La région de la Montérégie es découpée en trois territoires de Centre intégré de santé et de services sociaux (CISSS).

### CISSS Montérégie-Est
- CSSS Pierre-De Saurel
- CSSS Pierre-Boucher
- CSSS Richelieu-Yamaska

### CISSS Montérégie-Centre
- CSSS Champlain-Charles-Le Moyne
- CSSS Haut-Richelieu-Rouville

### CISSS Montérégie-Ouest
- CSSS Haut-Saint-Laurent
- CSSS Jardins-Roussillon
- CSSS Suroît (Beauharnois-Salaberry)
- CSSS Vaudreuil-Soulanges

Le CSSS La Pommeraie et le CSSS de la Haute-Yamaska, initialement localisés en Montérégie, sont fusionnés au CIUSSS de l’Estrie-Centre hospitalier universitaire de Sherbrooke.
- CLSC-CHSLD de la Haute-Yamaska
- CLSC-CHSLD de la MRC d'Acton
- CLSC-CHSLD des Maskoutains
- CLSC-CHSLD des Patriotes
- CLSC Châteauguay
- CLSC Kateri
- CLSC Jardin-du-Québec
- CLSC de Farnham
- CLSC des Seigneuries
- CLSC du Havre
- CLSC du Richelieu
- CLSC Huntingdon
- CLSC Samuel-de-Champlain
- CLSC St-Hubert
- CLSC Simone-Monet-Chartrand

## Montréal
- Clinique communautaire de Pointe-Saint-Charles  - territoire couvrant les codes postaux commençant par : H3K
- CLSC Mercier-Est/Anjou - territoire couvrant les codes postaux commençant par : H1B, H1E, H1J, H1M, H1K et H1L
- CLSC St-Henri - territoire couvrant les codes postaux commençant par : H3C, H3J, H4C, H4Z et H5A
- CLSC Notre-Dame-de-Grâce/Montréal-Ouest (CLSC NDG/MTL-O)

### Centre de santé et de services sociaux(CSSS) Montréal
CSSS Cavendish
- CLSC DE BENNY FARM
- CLSC RENÉ-CASSIN
  - HÔPITAL CATHERINE BOOTH
  - HÔPITAL RICHARDSON
  - Clinique de soins d’urgence Reine Elizabeth
  - Roper Medical Clinic
  - Hillside Medical Clinic
  - Clinique de médecine familiale du CUSM
  - Clinique médicale Vendôme

CSSS d'Ahuntsic et Montréal-Nord
- CLSC d'Ahuntsic
- CLSC DE MONTRÉAL-NORD
  - HÔPITAL FLEURY
  - SERVICES AMBULATOIRES DE SANTÉ MENTALE DE L'HÔPITAL FLEURY
  - Clinique médicale Désy

CSSS de Bordeaux-Cartierville-Saint-Laurent
- CLSC DE BORDEAUX-CARTIERVILLE
- CLSC de Saint-Laurent
  - PAVILLON DES BÂTISSEURS
  - Centre d'Urgence de Salaberry
  - CLSC Nord de l'Île
  - Clinique médicale Le Plein Ciel (GMF Cosmopolite St-Laurent)
  - Groupe Santé Physimed
  - Centre dUrgence Saint-Laurent (SRV)

CSSS Dorval-Lachine-Lasalle
- CLSC DE DORVAL-LACHINE
- CLSC DE LASALLE
  - HÔPITAL DE LASALLE

CSSS de l'Ouest-de-l'Île
- CLSC DE PIERREFONDS
- CLSC DU LAC-SAINT-LOUIS (CLSC Lac-Saint-Louis) - territoire couvrant les codes postaux commençant par : H9H, H9J, H9P, H9R, H9S, H9T, H9W et H9X
  - HÔPITAL GÉNÉRAL DU LAKESHORE
  - Clinique Statcare
  - Centre médical Brunswick
  - Clinique médicale Médistat

CSSS de la Montagne
- CLSC DE CÔTE-DES-NEIGES (CLSC Côte-des-Neiges)
- CLSC DE CÔTE-DES-NEIGES (MAISON DE NAISSANCE)
- CLSC DE CÔTE-DES-NEIGES (OUTREMONT)
- CLSC DE CÔTE-DES-NEIGES (PROGRAMME RÉGIONAL D'ACCUEIL ET D'INTÉGRATION DES DEMANDEURS D'ASILE)
- CLSC DE PARC-EXTENSION
- CLSC MÉTRO (CLSC Métro) - Westmount / territoire couvrant les codes postaux commençant par : H2X, H3A, H3G, H3H, H3Y et H3Z
  - Groupe Santé Westmount Square
  - Clinique médicale Métro Médic Centre-Ville
  - Clinique médicale de la Cité
  - Clinique médicale Diamant

CSSS de la Pointe-de-l'Île
- CLSC DE MERCIER-EST-ANJOU
- CLSC DE POINTE-AUX-TREMBLES-MONTRÉAL-EST
- CLSC DE RIVIÈRE-DES-PRAIRIES
  - Polyclinique-réseau Pointe-aux-Trembles
  - Centre médical Hochelaga

CSSS de Saint-Léonard et Saint-Michel
- CLSC DE SAINT-LÉONARD
- CLSC de Saint-Michel (CLSC Saint-Michel)
  - Polyclinique Cabrini
  - Clinique médicale Viau inc.

CSSS du Cœur-de-l'Île
- CLSC Villeray
- CLSC Petite-Patrie
- CLSC DORION (SOUTIEN À DOMICILE)
  - CLINIQUE EXTERNE DE PSYCHIATRIE
  - Clinique médicale 6930 Papineau
  - HÔPITAL JEAN-TALON

CSSS du Sud-Ouest-Verdun
- CLSC DE SAINT-HENRI
- CLSC DE VERDUN
- CLSC DE VILLE-ÉMARD-CÔTE-SAINT-PAUL
  - Clinique médicale de l’Ouest
  - Hôpital de Verdun
  - Centre médical Métro-Monk

CSSS Jeanne-Mance
- CLSC St-Louis-du-Parc
- CLSC Plateau-Mont-Royal
- CLSC Faubourgs (CLSC des Faubourgs)  - territoire couvrant les codes postaux commençant par : H2K, H2L, H2X, H2Y, H2Z, H3B et H5B
  - CLSC DES FAUBOURGS (PARTHENAIS)
  - CLSC DES FAUBOURGS (POINT DE SERVICE LARIVIÈRE)
  - CLSC DES FAUBOURGS (SAINTE-CATHERINE)
  - CLSC DES FAUBOURGS (VISITATION)
  - Clinique Médimax

CSSS Lucille-Teasdale
- CLSC DE HOCHELAGA-MAISONNEUVE (CLSC Hochelaga-Maisonneuve) - territoire couvrant les codes postaux commençant par : H1V et H1W
- CLSC de Rosemont
- CLSC DE ROSEMONT (POINT DE SERVICE VILLAGE OLYMPIQUE)
- CLSC Olivier-Guimond
  - Clinique médicale Maisonneuve-Rosemont (SRV)
  - Clinique médicale 3000

## Nord-du-Québec
- Centre régional de SSS de la Baie-James

## Outaouais
- CLSC-CH-CHSLD Des Forestiers
- CLSC-CHSLD de la Petite-Nation
- CLSC-CHSLD des Collines et Centre hospitalier Gatineau Mémorial
- CLSC de Hull
- CLSC et CHSLD de Gatineau
- CLSC et CHSLD Grande-Rivière
- CLSC Vallée-de-la-Lièvre
- Le CLSC, le CHSLD et le Centre hospitalier du Pontiac

## Saguenay-Lac-Saint-Jean
- Carrefour de santé Jonquière
- CLSC de la Jonquière
- CLSC des Prés-Bleus
- CLSC du Grand Chicoutimi
- CLSC Le Norois